# Hypericum nudiflorum
Hypericum nudiflorum är en johannesörtsväxtart som beskrevs av André Michaux och Carl Ludwig von Willdenow. Hypericum nudiflorum ingår i släktet johannesörter, och familjen johannesörtsväxter. Inga underarter finns listade i Catalogue of Life.